# ال‌ان زن برزنجیر
ال‌ان زن برزنجیر یک ستاره است که در صورت فلکی آندرومدا قرار دارد.